# Gorbonianus
Gorbonianus (Welsh: Gwrviniaw) was volgens de legende, zoals beschreven door Geoffrey of Monmouth, koning van Brittannië van 336 v.Chr. - 330 v.Chr. Hij was de oudste zoon van koning Morvidus.
Gorbonianus was in tegenstelling tot andere koningen uit die tijd een mild heerser, die prijs stelde op gelijkheid. Hij respecteerde de goden, en heerste rechtvaardig over zijn volk. Gedurende zijn regering werden veel tempels gebouwd of hersteld, en het koninkrijk werd welvarender dan het al was. Hij beschermde de boeren, en bracht welvaart aan zijn soldaten zodat zij geen onrechtmatigheden zouden begaan ten opzichte van de bevolking.
Hij heerste enige tijd voordat hij stierf, en begraven werd in Trinovantum.  Hij werd opgevolgd door zijn broer Archgallo en daarna door zijn andere broers, voordat zijn zoon (naam onbekend) aan de macht kwam.